# 雷公炮炙论
《雷公炮炙论》是中国最早的中药炮制学著作，为刘宋学者雷斅所撰。共三卷，原载药物300种，是中药鉴定学之重要文献。原书已佚，但有佚文存于其他医药书籍中，其中大量内容被收入《证类本草》，清末学者张骥所辑的《雷公炮炙论》为此书最早辑佚本。